# Łabędzie (województwo zachodniopomorskie)
Łabędzie (niem. Labenz) – wieś sołecka w Polsce położona w województwie zachodniopomorskim, w powiecie drawskim, w gminie Drawsko Pomorskie. W latach 1975–1998 miejscowość administracyjnie należała do województwa koszalińskiego. W roku 2007 wieś liczyła 396 mieszkańców. Najbardziej na północ położona miejscowość gminy.

## Geografia
Wieś leży ok. 14 km na północ od Drawska Pomorskiego, przy drodze wojewódzkiej nr 162, między Świdwinem a Zarańskiem. 

## Zabytki

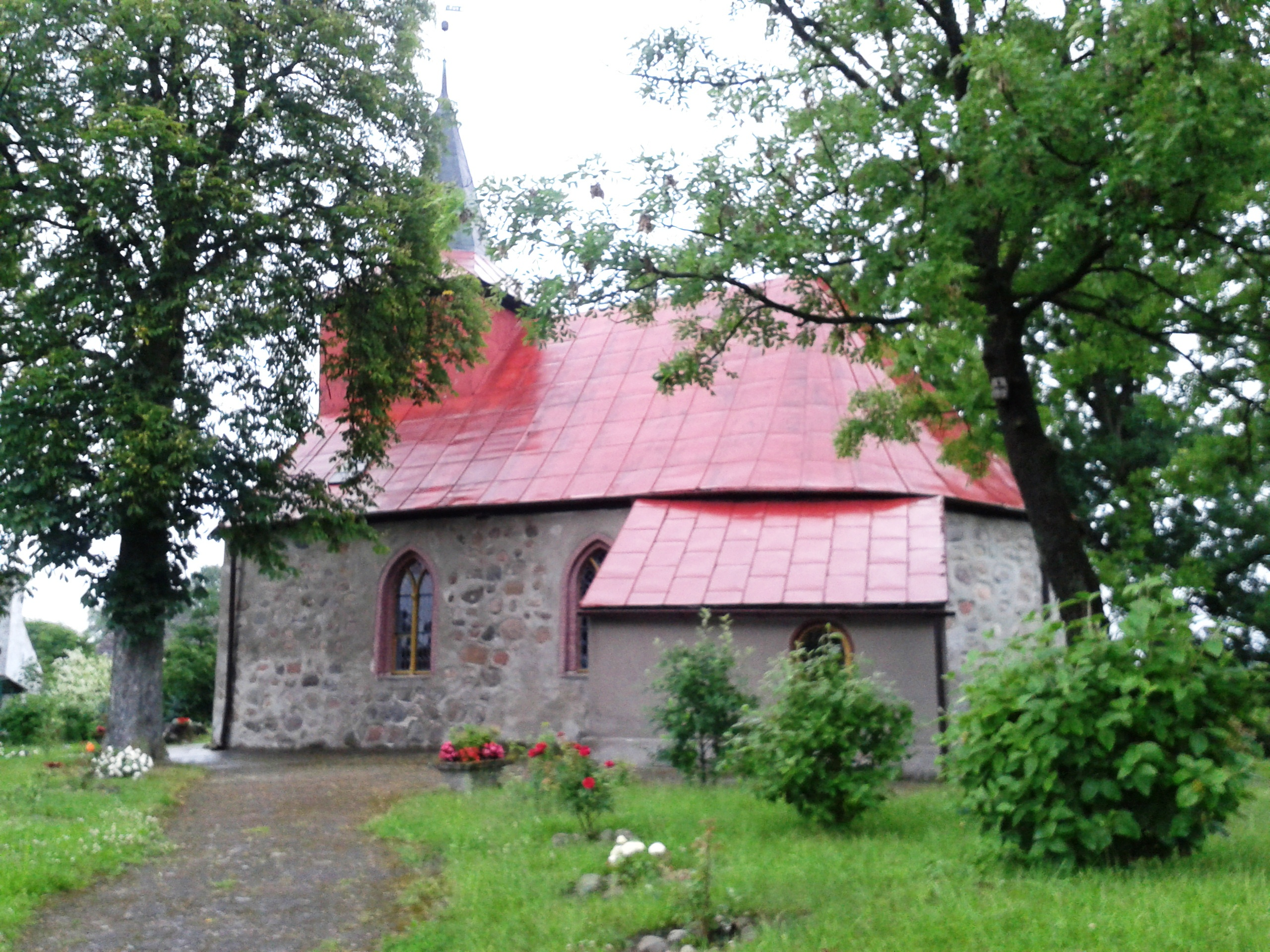
Łabędzie-kościół pw. św. Michała Archanioła

Do wojewódzkiego rejestru zabytków wpisany jest:
- kościół pw. św. Michała Archanioła z XIV wieku, XVII wieku, filialny, rzymskokatolicki należący do parafii pw. Wniebowstąpienia Pańskiego w Brzeżnie, dekanatu Świdwin, diecezji koszalińsko-kołobrzeskiej, metropolii szczecińsko-kamieńskiej.